# برج ناقوس کورتریک
برج ناقوس کورتریک (هلندی: Belfort van Kortrijk) یک برج ناقوس مربوط به دوران قرون وسطی در مرکز تاریخی شهر کورتریک در بلژیک است. این برج ناقوس که یکی از برجسته‌ترین نمادهای شهر است در سابق منزلگاه خزانه و بایگانی شهرداری بود و به عنوان یک پست دیده‌بانی برای آگاهی از آتش‌سوزی و دیگر خطرات خدمت می‌کرد. برای رفتن به بالای ساختمان، که امروزه اندکی به سمت غرب کج شده‌است یک راه‌پله شیبدار باریک وجود دارد که بدون پرداخت هیچگونه وجهی و به‌طور رایگان در دسترس عموم می‌باشد. در جهت اهمیت و معماری برج‌های ناقوس در ناحیه، در بازشناسی مدنی و نه مذهبی، این برج ناقوس در سال ۱۹۹۹ به عنوان بخشی از سایت ناقوسخانه‌های بلژیک و فرانسه در فهرست میراث جهانی یونسکو به ثبت رسید.